# Hammarbybacken (gata)
För skidbacken se Hammarbybacken (skidanläggning).

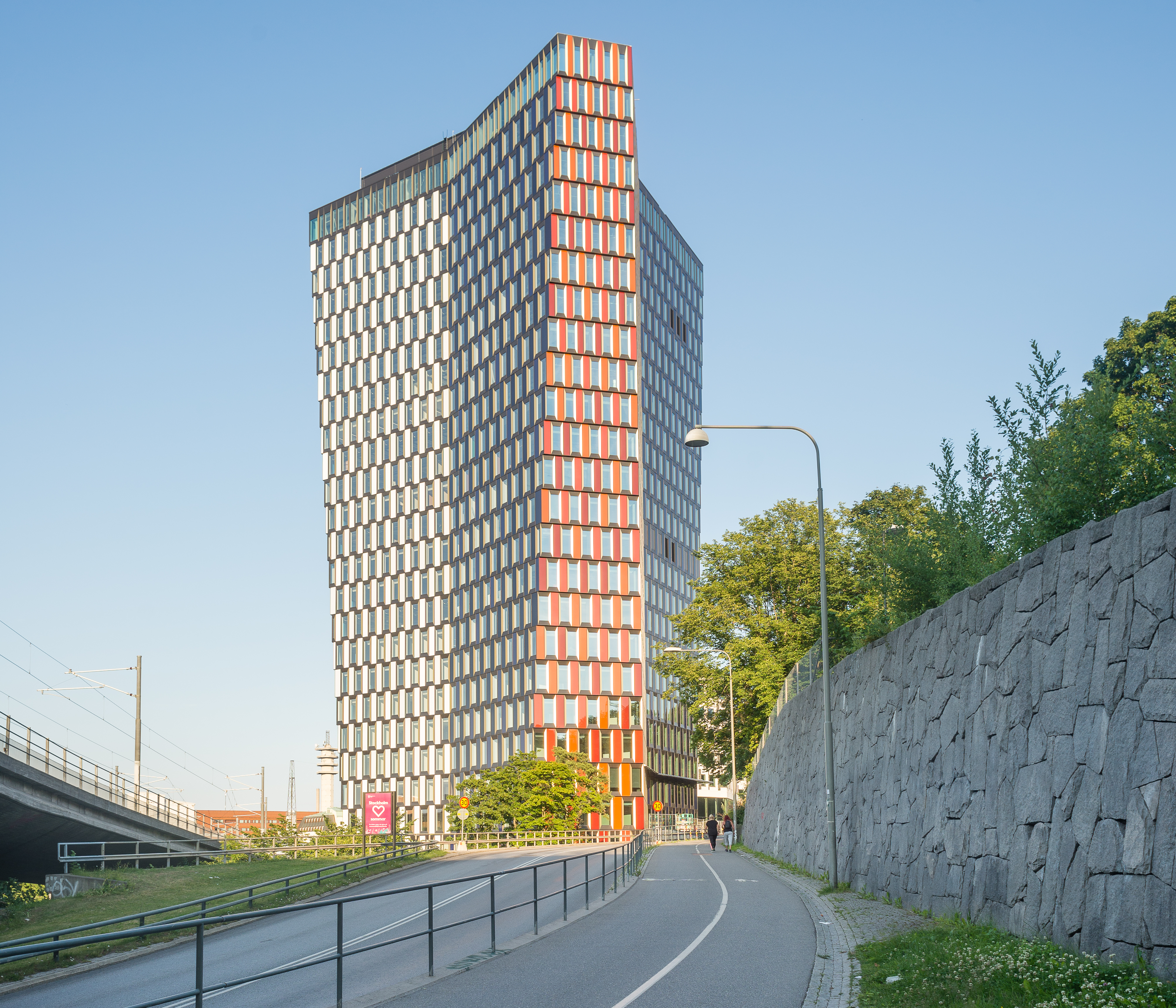
Hammarbybacken mot söder med Sthlm 01 under färdigställande.

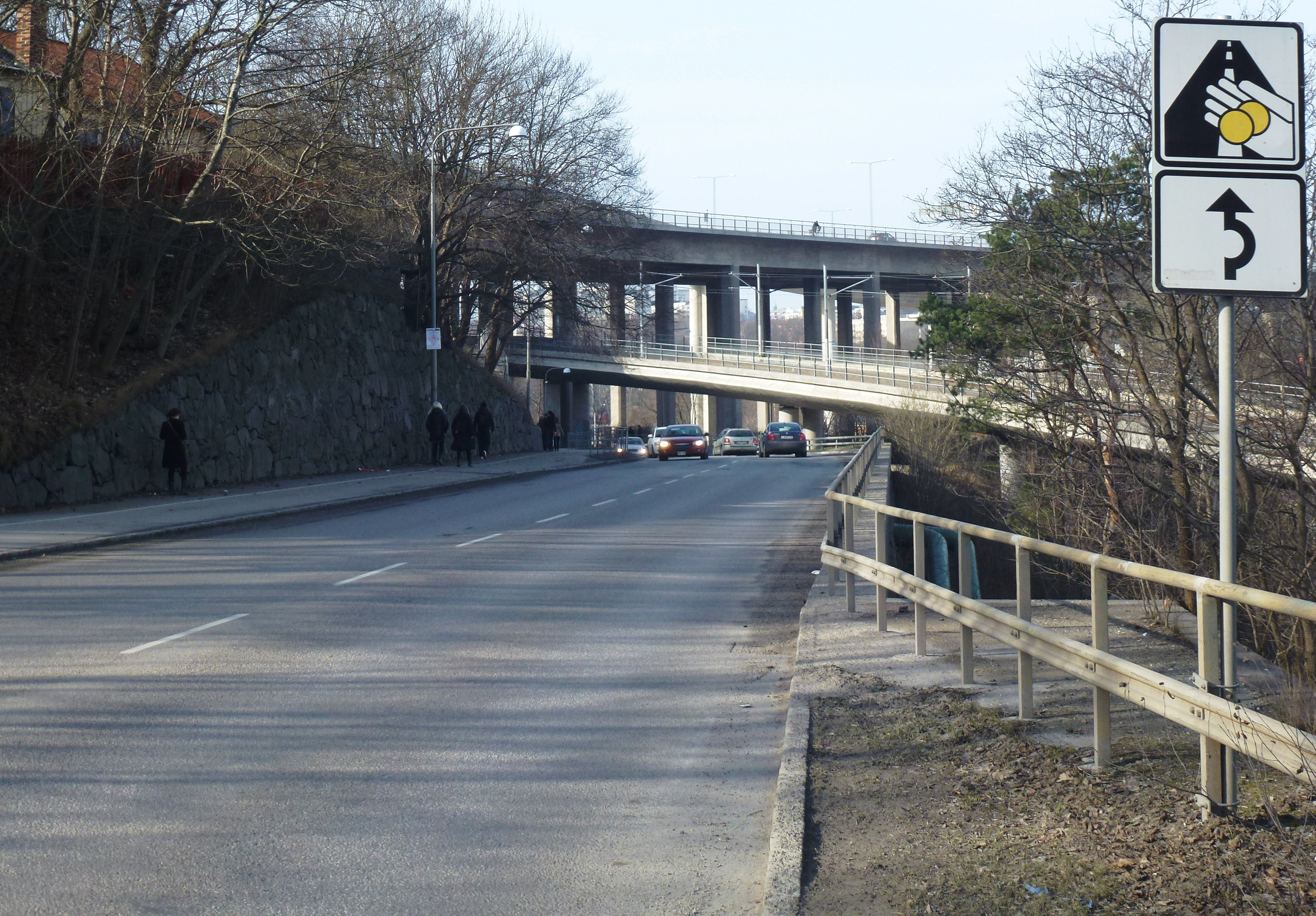
Hammarbybacken mot norr. I förgrunden Fredriksdalsbron och i bakgrunden Skanstullsbron.

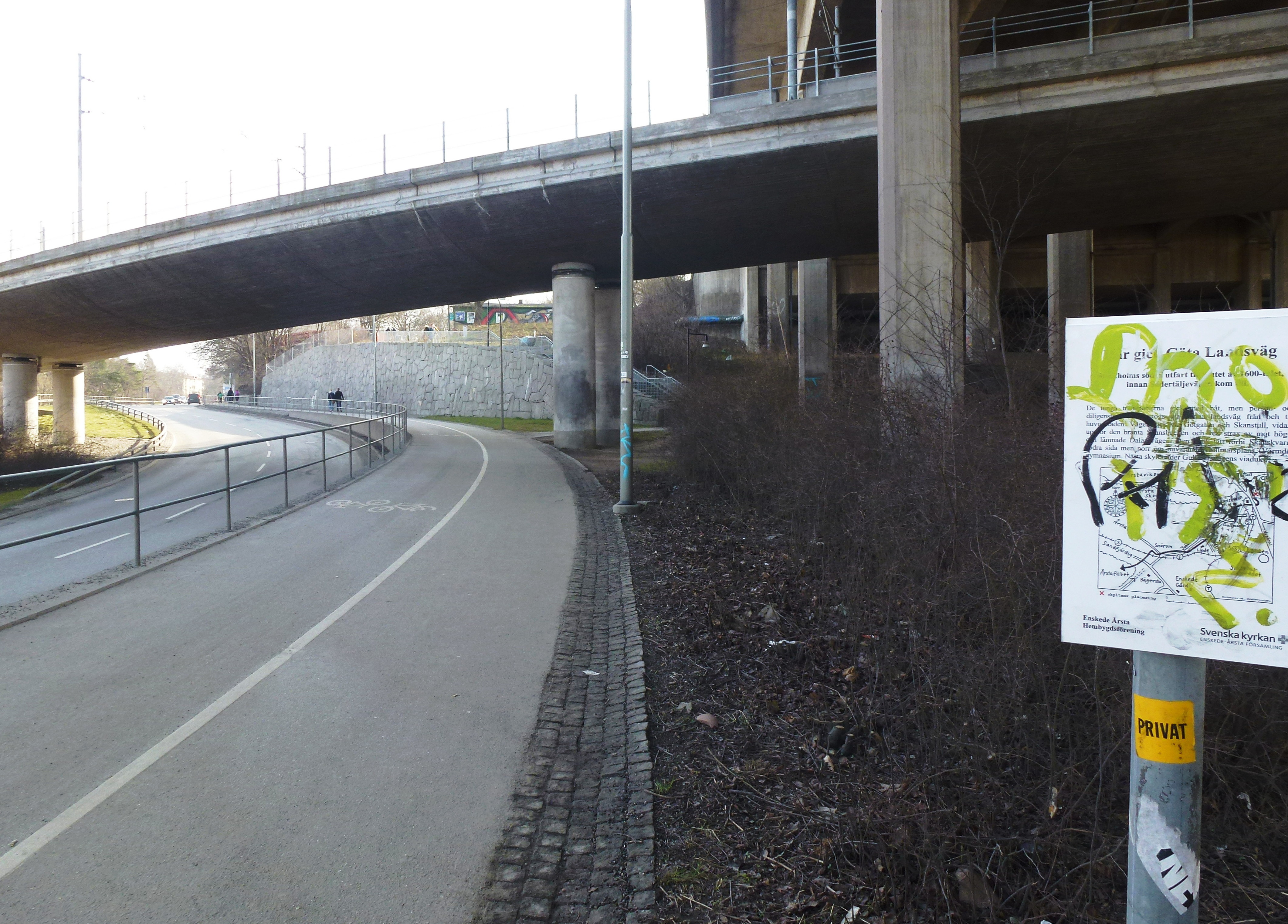
Hammarbybacken mot syd med Fredriksdalsbron, den nedklottrade skylten till höger talar om att "här gick Göta landsväg".

Hammarbybacken är en gata i stadsdelarna Johanneshov och Hammarbyhöjden i Söderort inom Stockholms kommun. Gatan fick sitt nuvarande namn 1942, tidigare var den en del av  Gamla Dalarövägen.

## Sträckning
Hammarbybacken börjar vid cirkulationsplatsen söder om Skansbron (Södra Hammarbyhamnen och Johanneshov) och går sedan söderut via Hammarby allé, Hammarbyvägen och Olaus Magnus väg, gränsen mellan Johanneshov och Hammarbyhöjden går här mitt i vägen. Där passerar den under tunnelbanebron för tunnelbanans gröna linje mot Farsta strand och Skarpnäck. Därefter svänger den västerut och passerar under Nynäsvägen och slutar vid Arkadvägen. 

## Historik
Det som idag kallas Hammarbybacken och den intilliggande Skansbacken var en gång en av de stora utfartsvägarna söderut från Stockholms innerstad mot Dalarö, Nynäshamn och Södertälje. Här började Dalarövägen och backen var en del av Gamla Göta landsväg, som gick över nuvarande Skansbacken för att sedan svänga västerut mot dagens Årstafältet, medan Dalarövägen fortsatte söderut. Vid detta vägskäl låg även värdshuset "Nedre Skanskvarn" eller "Höjden" som var första värdshuset längs färdvägen utanför Södra tullen. Byggnaden är fortfarande bevarad och nyttjas sedan 1980 av en motorcykelklubb. Mellan Hammarbybacken och Skansbacken ligger Kolerakyrkogården, Skanstull.

## Förväxling
Namnet Hammarbybacken brukar också användas som synonym för Hammarby skidbacke eller Hammarbytoppen, en skidbacke respektive en konstgjord topp gjord av rivnings- och fyllnadsmassor någon kilometer öster om vägen.